# 朝鲜驻孟加拉国大使馆
朝鲜民主主义人民共和国驻孟加拉人民共和国大使馆设立于孟加拉国达卡，是朝鲜民主主义人民共和国驻孟加拉国的外交代表机构。2023年10月下旬开始，朝鲜调整驻外使领馆设置，连续关闭多个驻外使领馆，驻孟加拉国大使馆也在闭馆之列。

## 历史沿革
1973年12月9日，朝鲜与孟加拉国建交。1974年，朝鲜大使馆在达卡开馆。孟加拉国未在朝鲜设馆，孟加拉国驻华大使馆兼辖朝鲜。
2023年10月下旬开始，朝鲜连续关闭多个驻外使领馆，驻乌干达、安哥拉、西班牙、尼泊尔大使馆和驻香港总领事馆先后关闭。11月3日，朝鲜外务省发言人回应称：根据国际环境和朝鲜外交政策变化，朝鲜正在撤销和新设对外机构。
11月26日，孟加拉国外交部官员对外界透露，朝方此前发来一份普通照会。朝方表示，驻孟加拉国大使馆自11月20日起闭馆，朝鲜驻印度大使馆今后将兼辖孟加拉国。这名官员表示，两国间没有贸易往来，朝鲜关闭使馆不会带来任何影响。闭馆前，除大使外，朝鲜大使馆共有三名馆员。
驻孟加拉国大使馆也成为这一波调整中第六个关闭的使领馆。

## 历任馆长
- 李成贤（朝鲜语：／ Ri Song Hyon）：-2018年8月，大使[5]
- 朴成晔（朝鲜语：／ Pak Song Yop）：2018年8月-2023年11月，大使[6]